# Federico Cesarano (schermidore 1886)
Federico Secondo Cesarano (Padova, 5 luglio 1886 – Milano, 22 gennaio 1969) è stato uno schermidore italiano, specializzato nella sciabola.

## Carriera
È stato il vincitore di una medaglia di bronzo nella sciabola individuale ai giochi intermedi di Atene del 1906 (non riconosciuti dal CIO) e di una medaglia d'oro nella sciabola a squadre (con Baldo Baldi, Francesco Gargano, Aldo Nadi, Nedo Nadi, Oreste Puliti, Giorgio Santelli e Dino Urbani) ai Giochi olimpici di Anversa 1920.
È stato sepolto nel cimitero Maggiore di Milano, ove i suoi resti sono, in seguito, stati tumulati in una celletta.